# Pfaffenhofen an der Roth
Pour les articles homonymes, voir Pfaffenhofen.
Pfaffenhofen an der Roth est une commune de Bavière (Allemagne), située dans l'arrondissement de Neu-Ulm, dans le district de Souabe.